# Hangzhou Spark
Hangzhou Spark (Vereinfachtes Chinesisch: 杭州闪电; Traditionelles Chinesisch: 杭州閃電; Pinyin: Hángzhōu Shǎndiàn) ist ein professionelles chinesisches Overwatch-E-Sport-Team der Stadt Hangzhou, China, das in der Overwatch League (OWL) als Mitglied des Pacific Division spielt. 2018 wurde es von Bilibili gegründet und spielt seit 2019 in der Overwatch League als eines von acht neuen Erweiterungsteams. Es spielt außerdem als eines von vier professionellen Overwatch Teams für China.

## Geschichte

### OWL Erweiterungs-Team
Am 7. Oktober 2018 gab Activision Blizzard bekannt, dass die chinesische Videoplattform Bilibili ein neues Team, basierend in Hangzhou, für die 2. Saison der Overwatch League gekauft hatte. Am 14. November gaben sie ihren Teamnamen, Hangzhou Spark, bekannt.
Am 16. November stellten sie ihren Cheftrainer, Lee Mask Mu-ho vor und veröffentlichten eine Woche später auf Twitter die Roster für Hangzhou Spark, bestehend aus verschiedenen Overwatch Contenders Teams, die aus China oder Korea stammen.

### Phasenbeginn
Hangzhou’s erstes Spiel war ein 3:1-Sieg gegen die Shanghai Dragons am 14. Februar. Phase 1 beendeten sie mit einem Stand von 3:4 und konnten sich damit nicht in die Stage 1 Playoffs kämpfen.

## Name und Logo
Am 14. November 2018 haben sie ihren Namen sowie ihr Logo vorgestellt. Der Name „Spark“ symbolisiert die immense Geschwindigkeit und Elektrizitätskraft sowie die „elektrische Natur und den kreativen Funken“ der Bilibili Marke.
Die Farben von Hangzhou Spark sind Pink, Weiß und Blau. Es zeigt ebenfalls eine Handgeste, die aussieht wie eine Fingerwaffe, die mit Strom schießt. Das Logo soll einen Bezug auf Mikoto Misaka aus A Certain Scientific Railgun darstellen.